# 中国国际广播出版社
中国国际广播出版社（英語：China International Radio Press），是一家中华人民共和国出版社，位于北京市复兴门外大街2号。

## 概述
1985年3月7日，中国国际广播出版社成立，最初属中华人民共和国广播电影电视部领导，业务归中国国际广播电台主管；主要出版介绍中国各方面情况的中外文图书，以及不同国家经济、文化、新闻、广播、电视的翻译与工具书籍。1995年，中国国际广播出版社社长吴绪彬因违规借款导致該社直接经济损失人民幣172元，构成失职，被给予行政记过处分。